# Lise Klaveness
Lise Klaveness (ur. 19 maja 1981 w Bergen) – norweska piłkarka, zawodniczka szwedzkiego klubu Umeå IK, uczestniczka Mistrzostw Europy 2005 (wicemistrzostwo) i Mistrzostw Świata 2007 w Chinach.